# Tipula (Lunatipula) hera
Tipula (Lunatipula) hera is een tweevleugelige uit de familie langpootmuggen (Tipulidae). De soort komt voor in het Palearctisch gebied.